# Puckaun
Puckaun är en ort i republiken Irland.   Den ligger i provinsen Munster, i den centrala delen av landet, 140 km väster om huvudstaden Dublin. Puckaun ligger 72 meter över havet och antalet invånare är 273.
Terrängen runt Puckaun är huvudsakligen platt, men åt sydväst är den kuperad.Runt Puckaun är det ganska glesbefolkat, med 34 invånare per kvadratkilometer. Närmaste större samhälle är Nenagh Bridge, 5,9 km sydost om Puckaun. Trakten runt Puckaun består i huvudsak av gräsmarker.